# Eid al-Fitr
Eid al-Fitr, còn gọi là Bayram (Bajram) hay "lễ nhịn ăn", "lễ ăn chay", là ngày lễ tôn giáo quan trọng của người Hồi giáo, vào ngày 1 Shawwal (tháng thứ 10 theo lịch Hồi giáo). Ngày lễ đánh dấu sự kết thúc của Ramadan mà người Hồi giáo tham dự hàng năm để đền đáp việc thánh Allah mặc khải kinh Koran đối với nhà tiên tri Muhammad.

## Thời gian
Không có một ngày chính xác cho Eid-al-Fitr vì các nhà cầm quyền tôn giáo ở nhiều quốc gia khác nhau sẽ dựa vào việc nhìn thấy mặt trăng lưỡi liềm Eid xuất hiện để thông báo với người dân khi nào thì lễ hội sẽ chính thức bắt đầu. Nó có thể bị trì hoãn nếu bầu trời quá sáng, khi mặt trăng khuất, hoặc nếu mây cản trở. Đây cũng là lý do Ramadan có thể bắt đầu vào những ngày khác nhau ở những nơi khác nhau trên thế giới. Mọi người không được phép ăn chay vào dịp này trong năm, ngay cả khi họ muốn tiếp tục lễ hội Ramadan trước đó. Nó có thể bị trì hoãn nếu bầu trời quá sáng, khi mặt trăng khuất, hoặc nếu mây cản trở. Đây cũng là lý do Ramadan có thể bắt đầu vào những ngày khác nhau ở những nơi khác nhau trên thế giới. Mọi người không được phép ăn chay vào dịp này trong năm, ngay cả khi họ muốn tiếp tục lễ hội Ramadan trước đó.

## Sự thể
Như một sự cảm tạ, người Hồi giáo sẽ đưa ra một khoản tiền nhất định dành cho từ thiện (zakat al-Fitr). Đây là một khoản quyên góp nhỏ hơn 2,5% so với khoản thông thường mà người Hồi giáo giàu có bị đánh thuế và cũng là một trong năm quy tắc trụ cột của đạo Hồi cần tuân theo. Ngoài các khoản này, một số người Hồi giáo còn chủ động làm việc tự nguyện tại những bếp nấu súp và quyên tặng thức ăn của họ cho những người cần cứu trợ. Các quốc gia trên thế giới thường tổ chức nhiều sự kiện lớn để chào mừng ngày lễ Eid-al-Fitr. Những buổi trình diễn pháo hoa đặc biệt phổ biến ở Các Tiểu vương quốc Ả Rập Thống nhất và Ả Rập Saudi, khi mọi người có cơ hội để dành thời gian quây quần bên nhau và tận hưởng kỳ nghỉ.